# Кад Мерад
Кад (Каддур) Мерад (нар. 27 березня 1964) — франко-алжирський актор театру і кіно.

## Біографія
Кад Мерад народився в Сіді-Бель-Аббес, Алжир 27 березня 1964 року. Його батько був алжирцем, а мати — француженкою.
Коли він був підлітком, грав на барабанах і співав у різних рок-гуртах. Пізніше почав грати, як аніматор у Club Med із трупою Gigolo Brothers.
У 1990 отримав роботу на Ouï FM, паризька рок радіостанція, де він познайомився із Олів'є Бару. Дует, відомий як Кад і Олів'є, працювали разом і створили власне комедійне шоу Рок-енд-рольний цирк (Rock'n Roll Circus). Завдяки шаленому успіху шоу, вони познайомились із Жаном-Люка Деларю, який і привів їхню гру на екрани.
У 1999 році вони починають з'являтись на французькому кабельному телеканалі Comédie+ із власним шоу La Grosse Emission. В той час, Мерад розпочинає свою кінокар'єру багатьма другорядними ролями.
У 2003 році досягнув свій перший касовий успіх, завдяки фільму Хто вбив Памелу Роуз? (Mais Qui a tué Pamela Rose?), у співавторстві із Бару.
У 2007, Кад отримує премію «Сезар» за найкращу чоловічу роль другого плану, за роль у фільмі «Не хвилюйтеся, у мене все добре!» (Je vais Bien, ne t'en fais pas!), а також з'явився у відеокліпі саундтреку до фільму AaRONа.
Цього ж року він з'являється вперше із музичною трупою Les Enfoirés («Покидьки»), де є одним із учасників дотепер.
Наступного року зіграв роль Філіпа Абрамса у французькому фільмі Лашкаво прошимо. Фільм отримав небачений феноменальний успіх у Франції та Європі, ставши найкращим коли-небудь знятим фільмом у Франції, із 21 мільйоном глядачів.

## Фільмографія

### Актор
| Рік  | Назва                          | Роль !                      |
| ---- | ------------------------------ | --------------------------- |
| 1999 | Born in the U.S.A.             |                             |
| 2001 | La Grande Vie !                | поліцейський офіцер         |
| 2003 | Bloody Christmas               | чоловік                     |
| 2003 | Le Pharmacien de garde         | коронер                     |
| 2003 | La Beuze                       | директор Пасифік рекордінгс |
| 2003 | Mais qui a tué Pamela Rose ?   | Рішар Буллі                 |
| 2003 | Rien que du bonheur            | П'єр                        |
| 2004 | Хористи                        | Клабер                      |
| 2004 | Monde extérieur                | Бертран                     |
| 2004 | Les Dalton                     | мексиканський в'язень       |
| 2005 | Propriété commune              | Мартін                      |
| 2005 | Les Oiseaux du ciel            | дядько Танґо                |
| 2006 | Un ticket pour l'espace        | Карду                       |
| 2006 | Je vais bien, ne t'en fais pas | Пол                         |
| 2006 | J'invente rien                 | Пол Талман                  |
| 2006 | Les Irréductibles              | Жерар Матьє                 |
| 2006 | Essaye-moi                     | Вінсен                      |
| 2007 | Je crois que je l'aime         | Рашід                       |
| 2007 | La Tête de maman               | Жак                         |
| 2007 | Pur week-end                   | Фредерік Альваро            |
| 2007 | 3 amis                         | «Тіті» Капла                |
| 2007 | Ce soir je dors chez toi       | Жак                         |
| 2008 | Лашкаво прошимо                | Філіп Абрамс                |
| 2008 | Faubourg 36                    | Джекі                       |
| 2009 | Маленький Ніколя               | батько Ніколя               |
| 2009 | L'italien                      | Мурад Бен Сауд              |
| 2010 | 22 кулі: Безсмертний           | Тоні Заккія                 |
| 2011 | La fille du puisatier          | Деніал Отел                 |
| 2011 | La nouvelle guerre des boutons | отець Лєбра                 |
| 2011 | Les Tuche                      | торговець рибою             |
| 2012 | Superstar                      | Мартін Казінскі             |
| 2013 | Люди й поцілунки               | Роні Мелкович               |
| 2014 | Кохання - найкращі ліки        | лікар Дімітрій Звенка       |
| 2018 | Від сім'ї не втечеш            | у ролі себе                 |
| 2019 | Французький жиголо             | Алекс                       |
| 2020 | Тріумф                         |                             |

### Сценарист
- 2003: Mais qui a tué Pamela Rose ?[fr] — Рішар Буллі
- 2006: Un ticket pour l'espace[fr] — Карду

## Нагороди
Премія «Сезар» за найкращу чоловічу роль другого плану за фільм «Не хвилюйтеся, у мене все добре!» (фр. Je vais Bien, ne t'en fais pas!)